# Саласар-и-Фриас, Алонсо де
Алонсо де Саласар-и-Фриас (около 1564, Бургос, Испания — 1635, Мадрид, Испания) — испанский специалист по религиозному праву, священник и инквизитор. Был видным критиком ведовских процессов в своё время.

## Биография
Алонсо де Саласар-и-Фриас родился в Бургосе в семье юриста. Его семья занимала весьма влиятельное положение в городе, к ней принадлежали государственные служащие и богатые торговцы. С 1579 г. Салазар изучал каноническое право в университете Сигуэнсы и общее право в университете Саламанки. Позже он был рукоположен в священники и занял должность генерального викария в Римско-католической церкви и стал судьей в суде епископа Хаэна. Бернардо де Сандовал-и-Рохас, епископ Хаэна, а затем архиепископ Толедо и Великий инквизитор, продвигал свою внутреннюю церковную карьеру. Заработав репутацию успешного канонического юриста, Салазар был назначен генеральным секретарем церкви Кастилии в 1600 году.
В 1608 году Алонсо де Саласар был назначен инквизитором в Логроньо. Здесь он получил известность благодаря участию в судах над ведьмами и заслужил большое уважение за осторожное отношение к процессуальным тонкостям. В 1610 году Трибунал инквизиции Логроньо устроил процесс по делу о ведьмах, по которому проходило 53 обвиняемых. Одним из трех инквизиторов был де Саласар-и-Фриас, председателем был Алонсо Бесерра-и-Ольгин, а вторым инквизитором — Хуан де Валле Альварадо. Из осужденных ведьм шесть были сожжены, а пять — приговорены к сожжению «в изображениях». Де Салазар-и-Фриас выступил против обвинительного приговора, но Верховный совет инквизиции оставил его в силе. Позже, от имени Верховного совета, де Салазар-и-Фриас расследовал дальнейшие слухи о деятельности ведьм в Наварре. В 1614 году он пришел к выводу, что свидетельства колдовства не заслуживают доверия. По этой причине Верховный совет не проводил никаких дальнейших судебных процессов над ведьмами по этому делу и даже реабилитировал осужденных в Логроньо пятью годами позже.
В 1631 году Саласар занял должность члена Верховного совета инквизиции (Consejo de la Suprema Inquisición). В 1618 году он работал инквизитором Мурсии, а с 1619 по 1622 год — в Валенсии.
Будучи инквизитором, Алонсо де Саласар-и-Фриас стал активным критиком охоты на ведьм в испанской инквизиции. Начиная с 1610 г. он тщательно исследовал многие показания свидетелей и подозреваемых, исследовал архивные материалы и проводил беседы с оправданными обвиняемыми. Хотя Саласар не подвергал сомнению силу дьявола в принципе, он ясно выразил несогласие с адекватностью доказательств в судебных процессах над ведьмами. Его меморандум об этом, опубликованный в 1614 году, привел к тому, что испанская инквизиция почти прекратила охоту на ведьм.